# Bufo luristanicus
Bufo luristanicus  — вид жаб роду Ропуха (Bufo) родини Ропухові (Bufonidae).

## Поширення
Вид є ендеміком Ірану. Поширений у горах Загрос. Зустрічається у провінціях Хузестан, Лурестан і Фарс. Мешкає у передгір'ях на висоті 750—1200 м над рівнем моря. Живе у помірних і спокійних водоймах.